# Penescosta mathewsi
Penescosta mathewsi é uma espécie de gastrópode  da família Charopidae.
É endémica da Ilha Norfolk.